# Der stumme Gast
Der stumme Gast ist ein 1944 entstandener, deutscher Kriminalfilm, frei nach einer Vorlage von Theodor Fontane. Unter der Regie von Harald Braun spielten René Deltgen und Gisela Uhlen die Hauptrollen. 

## Handlung
Mathias Radschek, Wirt des Gasthauses „Birnbaum“, liebt seine junge Ehefrau abgöttisch und kann ihr keinen Wunsch abschlagen. Da Lisas Wunschkatalog äußerst umfangreich ist, muss sich Mathias etwas dazuverdienen. So hat er sich aufgrund dieser Notlage einen Nebenverdienst als Fellschmuggler erarbeitet. Weinhändler Oskar Kampmann ist der größte Gläubiger Radscheks, zeigt mehr Interesse an Mathias’ Frau, als es angebracht erscheint, und hat sich zu allem Unglück auch noch im Gasthof eingemietet. Um die Schulden gegenüber Kampmann mit einem Schlag loszuwerden, lässt sich Mathias auf ein gefährliches Kartenspiel ein. Sein Einsatz: das Gasthaus. Prompt verliert Radschek und ist somit seine letzte legale Einkunftsquelle los.
In ihrer Verzweiflung bittet Lisa im Weinkeller Kampmann um die Herausgabe des Schuldscheins. Tatsächlich ist der alte Lüstling dazu bereit, aber nur, wenn Lisa im Gegenzug mit ihm schläft. Mit Mühe kann Lisa, die sein Ansinnen brüsk zurückweist, sich dieses unmoralischen Angebots erwehren und entkommt Kampmann, mit zerrissenem Kleid und dem Schuldschein in der Hand, gerade noch in die Gaststube. Wenig später wird Kampmann ermordet aufgefunden. Der Verdacht fällt auf Mathias Radschek. Der wiederum glaubt, dass Lisa Kampmann erschlagen hat, nachdem beide gemeinsam in den Keller gegangen sind und dessen Leiche entdeckten.
Fieberhaft sucht man nach einem Ausweg aus der Malaise. Lisa verlässt, im Mantel und mit tief ins Gesicht gezogener Mütze, als Kampmann im Blickfeld von Zeugen, die sie derart verkleidet nicht erkennen, den Gasthof. Als Kampmann nach diesem Abgang nicht mehr gesehen wird, erscheint eines Tages Kampmanns Verlobte Marianne im „Birnbaum“. In ihrer Begleitung befindet sich der neue Ortsgendarm Geelhaar. Beide wollen Kampmanns Verbleib nachspüren. Die Ermittlungen führen dazu, dass der örtliche Totengräber unter dem namensgebenden Gasthaus-Birnbaum zu graben beginnt, in der Hoffnung, Kampmans Leiche zu finden. Doch stattdessen spürt man Radscheks Felle auf, und Mathias wird des Schmuggels beschuldigt.
Lisa leidet darunter, dass Mathias nicht an ihre Unschuld glaubt, obwohl sie ihm gegenüber beteuert, Kampmann nicht getötet zu haben. Daraufhin verlässt sie ihren Mann und den Heimatort. Infolgedessen beginnt Mathias Radschek zu verludern. Sein Gasthof verkommt, und zu allem Überfluss wird bei der Überprüfung der Bausubstanz des Gasthauses auch noch Kampmanns im Keller vergrabene Leiche entdeckt. Mathias wird des Mordes verdächtigt und angeklagt, Lisa in der Gerichtsverhandlung als Zeugin vernommen. Lisa will nun endlich die ganze Wahrheit erzählen, Mathias wiederum alle Schuld auf sich nehmen. Da tritt Dieter von Wedelstedt, seines Zeichens Gutsbesitzersohn, hervor und gesteht, dass Kampmann bei der Auseinandersetzung mit ihm zu Tode kam. Dieter, heimlich verliebt in Lisa, hatte die Auseinandersetzung mit Kampmann gesucht, nachdem er mitbekam, wie der skrupellose Weinhändler Lisa bedrängte. Dabei sei ein Weinfass ins Rollen gekommen und habe Kampmann unter sich begraben. Dessen Tod war also ein Unfall.

## Produktionsnotizen
Der stumme Gast wurde von Anfang April bis Ende August 1944 gedreht. Der Film passierte am 16. Januar 1945 die Zensur und war mit seiner Premiere im März 1945 im süddeutschen Raum einer der letzten im Großdeutschen Reich Hitlers uraufgeführten Filme. Die Nachkriegserstaufführung erfolgte am 5. Mai 1950 in Wien.
Fritz Thiery übernahm neben der Herstellungsgruppenleitung auch die Herstellungs- und Produktionsleitung. Emil Hasler und Carl L. Kirmse entwarfen die Filmbauten, die Walter Kutz ausführte. Von Alfred Bücken und Sophie Sauter stammen die Kostümentwürfe, Erich Schmidt war Tonmeister. Alfred Vohrer diente Braun als Regieassistent.
Gespielt wurden zwei Lieder: Es treibt mich in die Ferne sowie Ich und Du, Du und ich, letzteres vorgetragen von Gisela Uhlen.
Bei diesem Film, dessen Handlungsort von einem Dorf an der Oder in eine Kleinstadt im Elsass verlegt worden war, handelt es sich um die erste Verfilmung von Fontanes Unterm Birnbaum. 1963 und 1964 folgten zwei Fernsehfassungen, 1973 produzierte die DEFA eine weitere Version für das Kino.

## Kritiken
„Neben den größeren Schöpfungen des Dichters ging es diesmal um ein Werk zweiten Ranges, dennoch -- als „Krimi“ -- mit Unterhaltungswert.“

„Kriminalfilm nach Theodor Fontane; durchschnittlich inszeniert, mit guten Darstellern.“